# Pomnik kobiet pocieszycielek w San Francisco
Pomnik kobiet pocieszycielek w San Francisco (ang. San Francisco Comfort Women Memorial) – pomnik dłuta Stevena Whyte’a, wzniesiony w 2017 roku, znajdujący się na Saint Mary's Square w San Francisco w Stanach Zjednoczonych, upamiętniający kobiety, które w czasie wojny na Pacyfiku były zmuszane do prostytucji przez siły zbrojne Cesarstwa Japonii.

## Historia
Pomnik wzniesiono, aby upamiętnić tysiące azjatyckich kobiet i dziewcząt, które w czasie wojny na Pacyfiku zostały uprowadzone ze swoich domów i zmuszone do prostytucji w wojskowych domach publicznych przeznaczonych dla żołnierzy i marynarzy Cesarstwa Japonii. Pomysłodawcą i fundatorem pomnika była wieloetniczna koalicja społeczna o nazwie ‘Comfort Women’ Justice Coalition. Ogłosiła ona otwarty konkurs na projekt upamiętnienia. Spośród nadesłanych propozycji, jury złożone z aktywistów i zawodowych artystów wybrało projekt autorstwa kalifornijskiego rzeźbiarza Stevena Whyte’a. 
Pomnik został odsłonięty 22 września 2017 roku. Wzniesiono go na Saint Mary's Square – parku i placu, które znajdują się przy California Street w San Francisco, na pograniczu między dzielnicą finansową a dzielnicą tradycyjnie zamieszkiwaną przez azjatyckich imigrantów (Chinatown).
Pomnik jest niekiedy określany mianem Column of Strenght (pol. „Kolumna Siły”).
W październiku 2018 roku, w reakcji na odsłonięcie pomnika, japońska Osaka zerwała obowiązujące od blisko 60 lat porozumienie o partnerstwie z San Francisco. W liście otwartym do burmistrz San Francisco, London Breed, burmistrz Osaki Hirofumi Yoshimura stwierdził, że pomnik rozpowszechnia „jednostronne i nie poparte dowodami” spojrzenie na historię „pocieszycielek”. Dodał jednocześnie, że „kwestia seksu na polu bitwy nie jest zjawiskiem dotyczącym wyłącznie byłej japońskiej armii”, stąd niesprawiedliwym jest „wytykanie i krytykowanie wyłącznie Japonii”.

## Opis
Pomnik ma wysokość około 10 stóp (ok. 3 metry). Jest wykonany z brązu. Przedstawia troje dziewcząt stojących na piedestale, zwróconych do siebie plecami i trzymających się za ręce. Nieopodal piedestału stoi starsza kobieta, która spogląda na dziewczęta. Rzeźby dziewcząt symbolizują trzy okupowane przez Japonię kraje – Koreę, Chiny i Filipiny – z których tysiące kobiet zostało zmuszonych do pracy w wojskowych domach publicznych. Rzeźba starszej kobiety przedstawia natomiast Kim Hak-sun – Koreankę, która jako pierwsza przerwała zmowę milczenia, publicznie opowiadając o swoich przeżyciach w japońskiej niewoli.
Wszystkie cztery rzeźby pokrywa patyna. U podstawy jest ona najciemniejsza, lecz stopniowo blaknie, aby na twarzach kobiet rozjaśnić się całkowicie. Według zamysłu autora ma to symbolizować zarówno uwolnienie się ofiar od ciężaru tragicznej przeszłości, jak i ujawnienie prawdy o ich cierpieniach. Jasna patyna pokrywa także dłonie dziewcząt, symbolizując solidarność „pocieszycielek” w obliczu przemocy i niesprawiedliwości, które je spotkały.
Na pomniku widnieje inskrypcja o treści:

Pomnik ten jest świadectwem cierpienia setek tysięcy kobiet i dziewcząt, eufemistycznie nazywanych „pocieszycielkami”, które zostały zmuszone do niewolnictwa seksualnego przez japońskie siły zbrojne w 13 krajach regionu Azji i Pacyfiku w latach 1931–1945.